# Gare du Champ de Mars - Tour Eiffel
Gare du Champ de Mars - Tour Eiffel vasútállomás és RER állomás Franciaországban, Párizsban.

## Vasútvonalak
Az állomást az alábbi vasútvonalak érintik:
- Invalides-Versailles-Rive-Gauche-vasútvonal

## Kapcsolódó állomások
A vasútállomáshoz az alábbi állomások vannak a legközelebb:
- Gare de Avenue du Président Kennedy (Gare de Pontoise, RER C)
- Gare du Pont de l'Alma (Gare de Saint-Martin-d'Étampes, Gare de Dourdan - La Forêt, Gare de Massy - Palaiseau, RER C)
- Gare de Javel (Gare de Saint-Quentin-en-Yvelines - Montigny-le-Bretonneux, Gare de Versailles-Château-Rive-Gauche, RER C)

## Nevezetességek a közelben
- Eiffel-torony

## Lásd még
- Franciaország vasútállomásainak listája
- A RER állomásainak listája